# Предлог в белорусском языке
Предлог (бел. прыназоўнік) — служебная часть речи в белорусском языке. С помощью предлогов выражается связь между главным и зависимым словом в словосочетании с опосредованной подчинительной связью.
Предлоги являются неизменяемыми словами, часто не имеют ударения. По своему морфемному составу могут быть разделены на простые (состоящие из одной корневой морфемы: а, аб, без, пра и т. д.) и сложные (состоящие из нескольких предлогов: па-за, паміж, паміма, з-па-над).
Многие простые предлоги имеют несколько вариантов произношения в белорусском языке: [з] — [с], а[д] — а[т]. Для некоторых предлогов вариативность форм фиксируется на письме: у — ў — ва, з — са, аб — аба. Как правило, в современном белорусском языке ударение не падает на простой предлог, однако в редких случаях предлог может иметь акцентологичные варианты (за — за́: за́ нач; па — по́: по́ вуху и некоторые другие).

## Значения предлогов
Значение предлога определяется как синтаксическое отношение между главным и зависимым компонентами словосочетания. Вопрос о том, имеет ли предлог лексическое значение, является дискуссионным. С одной стороны, они могут быть отнесены к категории слов, полностью утративших лексическое значение и выражающих только грамматическое значение. С другой стороны, предлоги сохраняют свою лексическую независимость, являются отдельными словами и поэтому должны характеризоваться единством лексического и грамматического значений.
В современном белорусском языке предлоги по выражаемым синтаксическим отношениям делятся на следующие категории:
- пространственные (прасторавыя) — выражение всевозможных пространственных отношений, существующих в объективной реальности: отношения направления и отношения местонахождения[9] (вяртацца з горада, жыць за мяжой);
- временные (часавыя) — выражают прямое или переносное значение времени: момент времени, в который что-то началось или до которого что-то продолжалось; момент времени, до которого или после которого что-то произошло; временной отрезок, в течение которого что-то происходило (уставаць да ўсходу сонца, прыехаць перад экзаменам);
- объектные (аб'ектныя) — используются в словосочетаниях, в которых зависимое слово обозначает объект либо являение, мыслимое как объект[10]. Объектные предлоги включают в себя:
  - собственно-объектные (уласна-аб'ектныя) — выражают непосредственно указание на конкретный объект[11] (догляд за хворым, стукаць у акно);
  - комитативные (камітатыўныя) — передают значение совместности, соучастия, сопровождения[12] (сябраваць з дзяўчынай, вядро з вадой);
  - аблативные (аблатыўныя) — включают выражение таких значений, как избавление, отдаление, отнятия и подобные[13] (пазбавіцца ад небяспекі, знікнуць з вачэй);
  - ограничительные (лімітатыўныя, абмежавальныя) — используются в словосочетаниях, в которых зависимый компонент описывает либо сферу распространения некоторого явления, либо характеристику, выделяющую объект среди ряда подобных[14] (падыходзіць па чарзе, апошні з краю);
  - инструментальные (інструментальныя) — выражают отношение между действием и способом либо инструментом действия[15] (гаварыць па радыё, лічыць на пальцах);
  - делиберативные (дылібератыўныя) — используются в словосочетаниях, в которых зависимый компонент передаёт значение, содержание беседы, мысли, ощущения[16] (марыць аб свабодзе, распрытваць пра службу);
  - замещения (замяшчальнасці) — выражают отношение, при котором один предмет выступает в роли другого[17] (працаваць за брыгадзіра, аддаць пад заклад);
- перехода из одного состояния в другое (пераходу з аднаго стану ў другі, трансгрэсіўныя) — используется в словосочетаниях, в которых зависимое слово обозначает вид, состояние или форму, которые принимает субъект или объект самостоятельно либо под воздействием некоторого процесса[18] (пілаваць бервяно на дошкі, развеяць у прах);
- меры и степени (меры i ступені) — выражает отношения между компонентами словосочетания, в котором зависимая составляющая имеет значение меры или степени действия либо меры проявления некоторого признака[19] (вада да пояса, радасць без меры);
- атрибутивные (атрыбутыўныя) — выражают отношения, в которых зависимая часть представляет собой качественную либо количественную характеристику главного компонента[20]. Среди атрибутивных предлогов выделяют два класса:
  - качественные (якасныя): яйка пад маянэзам, дом за нумерам дваццаць чатыры;
  - количественные (колькасныя): больш за дзвесце, плаціць па рублю;
- распределительные (размеркавальныя, дыстрыбутыўныя) — выражают распределительные отношения[21] (перабіраць па каліву, плаціць па гадзінах);
- принадлежности (прыналежнасці) — выражают отношение принадлежности[22] (ключы ад хаты, людзі з карабля);
- генетические (генетычныя) — используются в сочетаниях, в которых зависимое слово описывает происхождение, состав предмета, выраженного главным компонентом[23] (след ад калёс, страва з мукi);
- сравнительные (параўнальныя, кампаратыўныя) — используются в отношениях, в которых зависимая составляющая обозначает объект сравнения либо сопоставления[24] (пазней за ўсіх, гарбузы па вядру);
- способа действия (спосабу дзеяння) — передают значение характера выявления признака, процесса либо действия, на связанные с этим действием обстоятельства[25] (бегчы без аглядкі, пісаць з вялікай літары);
- причинные (прычынныя) — выражают значение причины, мотива, обоснования[26] (пачарнелі ад дажджу, стаміцца з дарогі);
- цели (мэтавыя) — категория отношений, берущих своё начало от пространственных отношений. По своей сути выражают пункт окончания действия, то есть то, к чему действие стремится[27](пайсці ў грыбы, пячэнне да чаю);
- приблизительности (прыблізнасці) — выражают значение неточности[28] (пачакаць з хвіліну, атрымаць каля ста рублёў).

Один и тот же предлог в различных словосочетаниях может иметь различное функциональное значение в зависимости от семантики главного и зависимого слова (ісці ад горада, плакаць ад гора), а также, если предлог может использоваться с существительным в разных формах, от падежа (ісці паўз ларок, ісці паўз ларка). Кроме того, возможно омонимичные словосочетания, в которых предлог выражает различные синтаксические отношения: (буду да ночы — прибуду до того, как наступит ночь; буду да ночы — пробуду до тех пор, пока ночь не наступит).

## Формирование системы предлогов в белорусском языке
Современная система предлогов белорусского языка возникла в результате дальнейшего развития системы предлогов, сформировавшейся в общевосточнославянском языке и унаследованной старобелорусским языком. Сохранились со времён общевосточнославянского периода такие предлоги, как бліз, диалектное кала, між, сярод, збоку, зверху, кругом, міма, наперадзе, наперакор, наперарэз, напроці, паверх, паміма, папярок, пасля, пасярод, пасярэдзіне, узамен, унутр, унутры, уперадзе, упярод. Большое количество предлогов (без, за, к, на, над, а, аб, ад, да, дзеля, па, пад, перад, пра, праз, пры, з, у, цераз), в разной степени претерпевших фонетические изменения, сохранились со времён праславянского единства. Некоторые предлоги имеют соответствия в других индоевропейских языках, что может свидетельствовать об их бо́льшей древности.
Некоторые из унаследованных предлогов в белорусском языке претерпевали такие процессы, как интеграция (въ и у слились в единый предлог у; также из и съ в современном белорусском языке имеют форму з) и дезинтеграция (распад предлога о на а и аб).
Возникновение предлогов осуществлялось тем же путём, который наблюдается и в современных языках: переход знаменательных слов в категорию служебных. Для полного перехода полнозначных слов в предлоги необходимо выполнение одного из трёх условий: выход из использования соответствующего знаменательного слова, приобретение значительных различий в фонетической форме двух слов либо установление существенного разрыва между их значениями (переход от бифункциональности к омонимии).
За время существования независимого белорусского языка система предлогов пополнилась новым конструкциями. Одним из путей образования предлогов является словосложение: сложение двух простых предлогов (з-над, па-за, паміж, паміма, паўз) и сложение простого и сложного предлога (з-па-над, з-па-за, з-пра-меж, спомеж). Более продуктивным способом образования предлогов является конверсия — переход в предлоги знаменательных частей речи. Чаще всего источником предлогов служат обстоятельные и реже качественные наречия: сярод, паводле, акрамя, непадалёк, паверх, падчас, паперадзе и т.д. Путём сочетания знаменательных и служебных слов возникли составные конструкции, выполняющие функции предлогов: побач з, разам з у выніку, у сувязі з, пачынаючы з. Также из деловой речи проникают в литературный язык предлоги, образованные от имён существительных: шляхам, конструкции з дапамогай, з ліку, з мэтай, за кошт, на аснове, у бок и подобные. Среди глагольных форм в образовании предлогов могут участвовать деепричастия: дзякуючы, выключаючы, уключаючы.
Некоторые предлоги были заимствованы. Например, польскими по происхождению являются предлоги водлуг (вэдлуг), подлуг, паводлуг (павэдлуг), накшталт, наконт. Значительное влияние на формирование белорусской системы предлогов оказал русский язык. Прямыми заимствованиями являются срэдзь, обак, возля, кроме, наўстрэчу, между, окала, умесце з, ва ўрэмя, у цячэнні, па сраўненню с, которые используются не очень широко и, как правило, в диалектах. Более распространено калькирование: предлоги адпаведна, адносна, звыш, згодна, насустрач, усярэдзіне, усярэдзіну и ряд конструкций, выполняющих функции предлога (услед за, за кошт, у карысць, у супрацьлегласць, у час, з дапамогай, не лічачы и т. д.), являются кальками с русского языка.
Для белорусской лингвистики характерно разделение предлогов в зависимости от их происхождения на две категории: непроизводные (невытворныя), которые утратили связь со словами, от которых произошли, а также производные (вытворныя), которые эту связь сохраняют и могут быть классифицированы по части речи, от которой они происходят.